# Morville-sur-Andelle
Morville-sur-Andelle település Franciaországban, Seine-Maritime megyében. Lakosainak száma 293 fő (2022. január 1.). Morville-sur-Andelle Croisy-sur-Andelle, La Feuillie, La Haye, Nolléval, Sigy-en-Bray és Saint-Lucien községekkel határos.

## Népesség
A település népességének változása:
| Lakosok száma | 305  | 341  | 347  | 345  | 331  | 316  | 302  | 297  | 293  |
|               | 2013 | 2015 | 2016 | 2017 | 2018 | 2019 | 2020 | 2021 | 2022 |